# 한호석 (정치학자)

한호석(韓浩錫)은 신학을 전공한 정치학자이며, 자주민주통일(자민통) 계열의 주체사상파(주사파) 활동가이다.
1955년 1월 8일 서울에서 태어났다.
서울에 있는 감리교신학대학교에서 신학 학사학위를 받았고, 감리교신학대학 대학원에서 토착화신학자 변선환 교수(1927~1995)를 사사하여 조직신학 석사학위를 받은 뒤, 1981년 미국 뉴욕 유니온신학대학원에 유학하였다. 유니온신학대학원에서 흑인해방신학자 제임스 콘 교수(1938~2018)를 사사하여 1982년 5월 신학석사학위를 받았고, 1983년 9월 동 대학원 박사과정에 입학하였다. 1984년 5월 박사과정을 수료하고, 제임스 콘 교수 밑에서 민중신학과 해방신학의 비교연구를 주제로 박사학위논문을 준비하다가 1985년 2월 자진퇴교하여 미국에서 반독재민주화운동, 자민통 계열 활동, 반미자주화운동에 참가하였다.
1970년대와 1980년대에 미주민주국민연합을 이끌었고, 1990년대에는 조국통일범민족연합 해외측 위원회 제2대 위원장이었던, 해외동포 자민통 계열 활동의 원로 임창영 선생(1909~1996) 밑에서 자민통 계열 활동에 헌신하였다. 조국통일범민족연합 재미본부 사무국장, 북미주조국통일동포회의 집행위원, 자주민주통일미주연합 부의장, 민주노동당미주후원회 대표, 6.15공동선언실천 해외측 위원회 부사무국장으로 활동하였다.
1995년 3월 11일 미국 뉴욕 플러싱에 설립된 통일학연구소(개소 당시 명칭은 미주평화통일연구소)에서 소장으로 일하고 있다, 연방제통일방안을 연구하여 정치학 박사학위를 받았다. 남북관계와 조미관계의 변화동향을 분석한 논문, 그리고 한반도 평화실현문제와 통일국가건설문제에 관한 논문을 한국의 인터넷 언론매체를 통해 계속 발표하고 있다. 1995년부터 2019년까지 약 800편의 논문을 발표하였다. 한국과 해외동포사회에서 강연활동도 하고 있다.
저서로는 '평양회담과 연방제통일의 길' (도서출판 민, 2000), '자주적 민주정부와 자주적 통일정부를 향하여' (코리아미디어, 2005)가 있다.